# JDeveloper
JDeveloper is een IDE die volledig in Java geschreven is door Oracle.
JDeveloper is in 3 verschillende versies te verkrijgen, namelijk Java-editie, J2EE-editie en studio-editie.